# TAI Hürjet
Le TAI Hürjet est un projet d'avion de combat léger (LCA) et d'entraînement militaire avancé, monoréacteur, biplace en tandem, et supersonique, en cours de développement par Turkish Aerospace Industries.
Le TAI Hürjet est conçu pour, à terme, remplacer les Northrop T-38 Talon vieillissants de l'Armée de l'air turque et compléter les F-16 Fighting Falcon dans le cadre des opérations aériennes d'appui aérien rapproché et d'entraînement des pilotes de l'armée de l'air turque.

## Conception
Le projet a été lancé par TAI en août 2017. Une maquette a été exposée au Salon aéronautique de Farnborough 2018.
Le 22 juillet 2018, le sous-secrétariat à l'Industrie de la Défense (sigle SSM) a annoncé que l'armée de l'Air turque avait signé un accord avec la TAI, donnant au projet un statut officiel afin d'avancer le développement.
En janvier 2020, aucune information n'a été donnée sur le turboréacteur qui équipera l'aéronef, l'Eurojet EJ200 et le General Electric F404-GE-102 seraient à l'étude. Le F404 est finalement choisi.
La décision de produire l'avion en série a été prise en janvier 2022 lors du Conseil exécutif de l'industrie de la défense turque.
Le premier vol était prévu le 18 mars 2023 mais le vol inaugural d'essai a finalement lieu le 25 avril 2023.
Le 10 avril 2023, lors de la cérémonie d'admission au service actif du bâtiment TCG Anadolu, le président turc Recep Erdoğan annonce qu'une version aéronavale va être développée. Ce développement est censé compenser le blocage de la vente par les États-Unis des F-35, décidé en représailles de l'achat de batteries antiaériennes russes S-400. 
L'armée de l'Air et de l'Espace espagnole recherche un remplaçant moderne pour sa flotte vieillissante de 19 chasseurs Northrop SF-5M Freedom (connus localement sous le nom d'AE.9), qui servent avec l'Ala 23 à la base aérienne de Talavera La Real, préparant les pilotes aux Eurofighter Typhoon et EF-18M Hornet. L'Espagne a commencé à rechercher sérieusement un remplaçant en 2023, espérant le mettre en service d'ici 2028. Cela semble correspondre aux plans de TAI de démarrer la production en 2025 et les premières livraisons (à la Turquie) en 2026.

## Futurs Opérateurs
Turquie : 16 commandés pour l’Armée de l’air turque.
 Espagne : Contrat en mai 2025 pour l’acquisition de 24 appareils et le remplacement des F-5 espagnols obsolètes.